# José Bilibio
José Andrés Bilibio Estigarribia (Corrientes, 2 gennaio 1975) è un ex calciatore argentino naturalizzato armeno, di ruolo centrocampista.

## Carriera

### Club
Durante la sua carriera ha giocato con numerose squadre di club, tra cui il Vilanova, in cui si è trasferito nel 2009.

## Palmarès

### Club

#### Competizioni nazionali
- Campionato armeno: 2

P'yownik: 2002, 2003
- Coppa d'Armenia: 1

P'yownik: 2002
- Supercoppa d'Armenia: 1

P'yownik: 2002

### Nazionale
Conta 10 presenze con la Nazionale armena.